# Çobanyatak, Hendek
Çobanyatak là một xã thuộc quận Hendek, tỉnh Sakarya, Thổ Nhĩ Kỳ. Dân số thời điểm năm 2008 là 339 người.